# 키스 커척
키스 매슈 커척(영어: Keith Matthew Tkachuk 영어 발음: /kəˈtʃʌk/, 1972년 3월 28일 ~ )은 미국의 은퇴한 아이스하키 선수이다. 현역 시절 포지션은 레프트윙으로 내셔널 하키 리그(NHL)의 위니펙 제츠, 피닉스 카이오티스, 세인트루이스 블루스, 애틀랜타 스래셔스에서 활동했다. NHL에서 500골 이상을 기록한 미국 출신 선수 5인 중 한 사람이며, 1000포인트 이상의 득점을 기록한 미국 선수 6명 중 한 명이다.